# Elisa Carrió

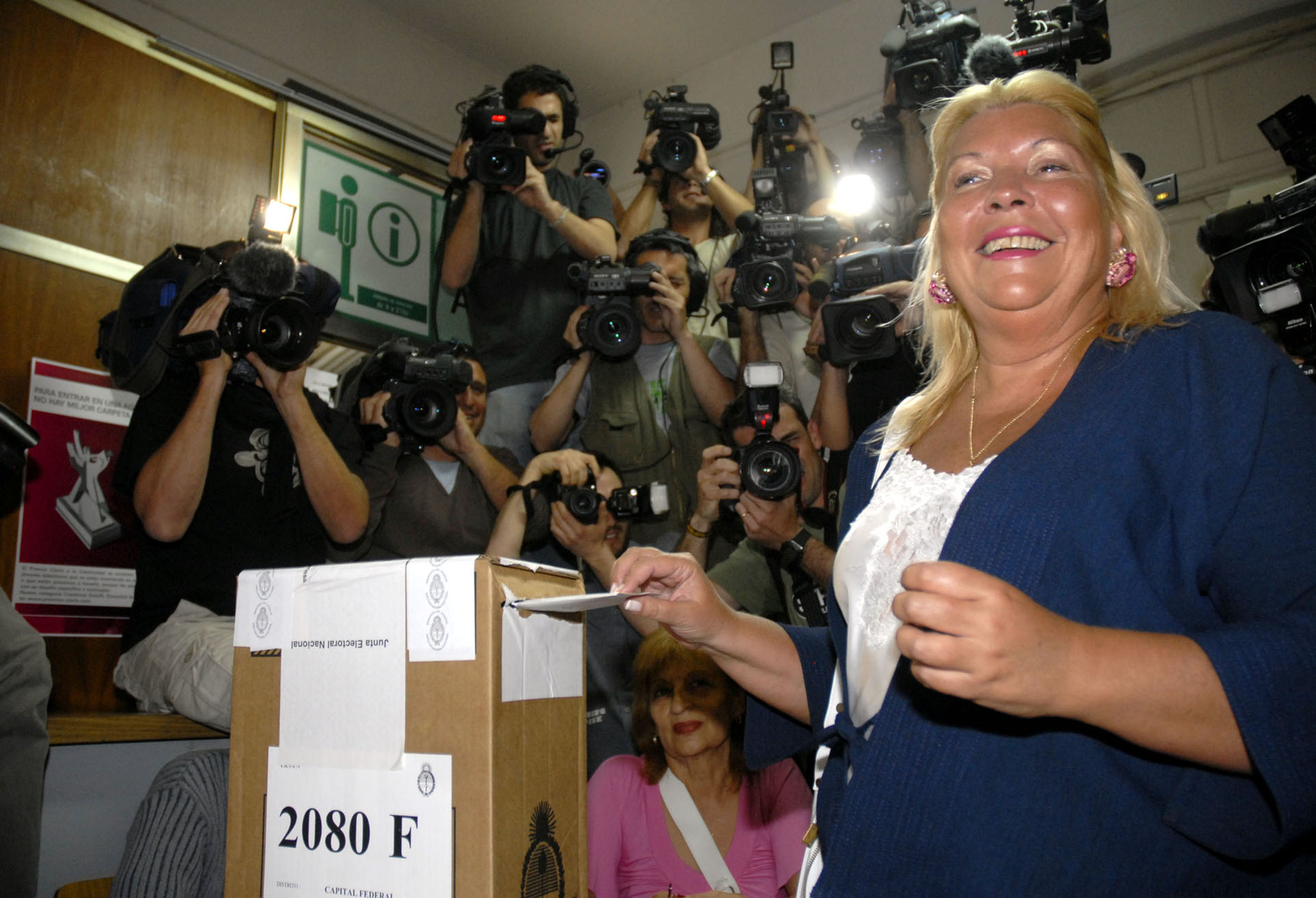
Elisa Carrió bei der Stimmabgabe während der Präsidentenwahl 2007

Elisa María Avelina Carrió (* 26. Dezember 1956 in Resistencia, Provinz Chaco) ist eine argentinische Politikerin und Gründerin der Partei Alternativa para una República de Iguales (ARI), jetzt Coalición Cívica ARI.

## Leben
Carrió studierte Jura an der Universidad Nacional del Nordeste und ist seit 1978 Rechtsanwältin.
1994 begann ihre politische Karriere, als sie für die Unión Cívica Radical (UCR) als Abgeordnete ihrer Provinz gewählt wurde. Bei der Präsidentenwahl 1999 unterstützte sie auf Bitte ihres Mentors Raúl Alfonsín den Kandidaten Fernando de la Rúa.
Nach der Aufkündigung der Koalition mit den Sozialisten und der Frente País Solidario (FrePaSo) 2000, trat Carrió der Demokratischen Sozialistischen Partei bei und gründete zusammen mit anderen Politikern die Argentinos por una República de Iguales (ARI), zunächst als informelle Gruppierung. Nach Meinungsverschiedenheiten mit sozialistischen Mitgliedern der Gruppe, verließen diese die ARI und Carrió und andere Politiker traten aus ihren jeweiligen Parteien aus und gründeten die Partei Afirmación para una República Igualitaria (ebenfalls abgekürzt ARI).
Bei der Präsidentenwahl 2003 kandidierte Carrió und erreichte 14 % der Stimmen und damit den fünften Platz. In der Parlamentswahl 2005 wurde Carrió Abgeordnete für die Stadt Buenos Aires.
Carrió trat als Kandidatin für den Zusammenschluss Coalición Cívica erneut bei der Präsidentenwahl 2007 an. Im März 2007 trat sie als Abgeordnete zurück, um ihre Wahlkampagne zu führen. Zusammen mit Rubén Giustiniani, dem Vorsitzenden der Sozialistischen Partei, erreichte sie 23 % der Stimmen und wurde damit Zweite nach Cristina Fernández de Kirchner. Sie erzielte die Mehrheit in Buenos Aires und Rosario, unterlag aber in der Provinz Buenos Aires.
Nach der Wahl verkündete sie, nicht wieder für die Präsidentschaft kandidieren zu wollen, sich stattdessen als „Oppositionsführerin“ zu betrachten und andere Kandidaten bei der nächsten Wahl 2011 zu unterstützen. Schließlich trat sie jedoch wieder als Präsidentschaftskandidatin an, landete jedoch mit nur 1,8 % der Stimmen auf dem siebten Platz. 2015 schloss sich ihre Partei CC-ARI dem rechts-liberalen Wahlbündnis Cambiemos an. Carrió kandidierte bei den Vorwahlen, lag jedoch mit 2,3 % weit hinter ihrem internen Kontrahenten Mauricio Macri, der später die Präsidentschaftswahl gewann.
Von 1995 bis 2003, von 2005 bis 2007 und von 2009 bis 2020 war Carrió Abgeordnete in der Cámara de Diputados, dem argentinischen Unterhaus.